# Лус, Орландо
Орландо Мораис Лус (порт. Orlando Moraes Luz; род. 8 февраля 1998, Каразинью, Риу-Гранди-ду-Сул) — бразильский теннисист. Победитель одного турнира ATP и финалист одного турнира ATP в парном разряде; победитель 19 турниров ATP Challenger в парном разряде.
Победитель одного юниорского турнира Большого шлема в парном разряде (Уимблдон-2014); и финалист одного юниорского турнира Большого шлема в парном разряде (Открытый чемпионат Франции-2016); чемпион юношеских Олимпийских игр 2014 года в парном разряде и серебряный призёр юношеских Олимпийских игр 2014 года в одиночном разряде; бывшая первая ракетка мира в юниорском рейтинге ITF (2015).

## Биография
Родился 8 февраля 1998 года в Каразинью, в Бразилии.

## Спортивная карьера
В 2016—2023 годах стал победителем девяти турниров ITF серии «Фьючерс» в одиночном разряде.
И в 2014—2025 годах стал победителем ещё девятнадцати турниров ATP серии «Челленджер» и двадцати четырёх турниров серии «Фьючерс» в парном разряде.
В июле 2024 года вместе с соотечественником Рафаэлем Матосом стал победителем парного турнира ATP 250 в Бостаде (Швеция), где они в финале победили французов Мануэля Гинара и Грегуара Жака со счётом 7-5, 6-4.